# Prospektivní paměť
Prospektivní paměť je typ paměti, jehož úlohou je připomenutí si informace v určitém budoucím čase či po jistém ději. Jeho protikladem je paměť retrospektivní, která se zabývá minulostí. Existují dva druhy prospektivní paměti: jeden vázán na události, druhý na čas.
Ukázalo se, že prospektivní paměť vázána na čas je pro člověka problematičtější. Proto lidé, kteří mají s prospektivní pamětí vázané na čas problémy, používají k připomenutí asociace, které mají spojené s určitým časem. Například když si člověk potřebuje připomenout, aby si ráno vzal léky, může si léky dát vedle budíku nebo vedle zubního kartáčku, aby mu akci připomněly.
U prospektivní paměti vázané na události je důležité, aby podnět k akci byl výrazný natolik, aby si ho člověk všiml. O tom svědčí výzkum Gille Einsteina a Marka McDaniela, v němž jedna skupina dobrovolníků dostala za úkol zmáčknout tlačítko, když jim bylo předloženo určité běžné slovo. Druhá skupina měla reagovat zmáčknutím tlačítka na určité slovo nesmyslné. Ukázalo se, že nesmyslná slova, která jsou pro nás neobvyklými a proto výraznějšími, jsou efektivnějším podnětem než slova běžná.